# Meike Hopp

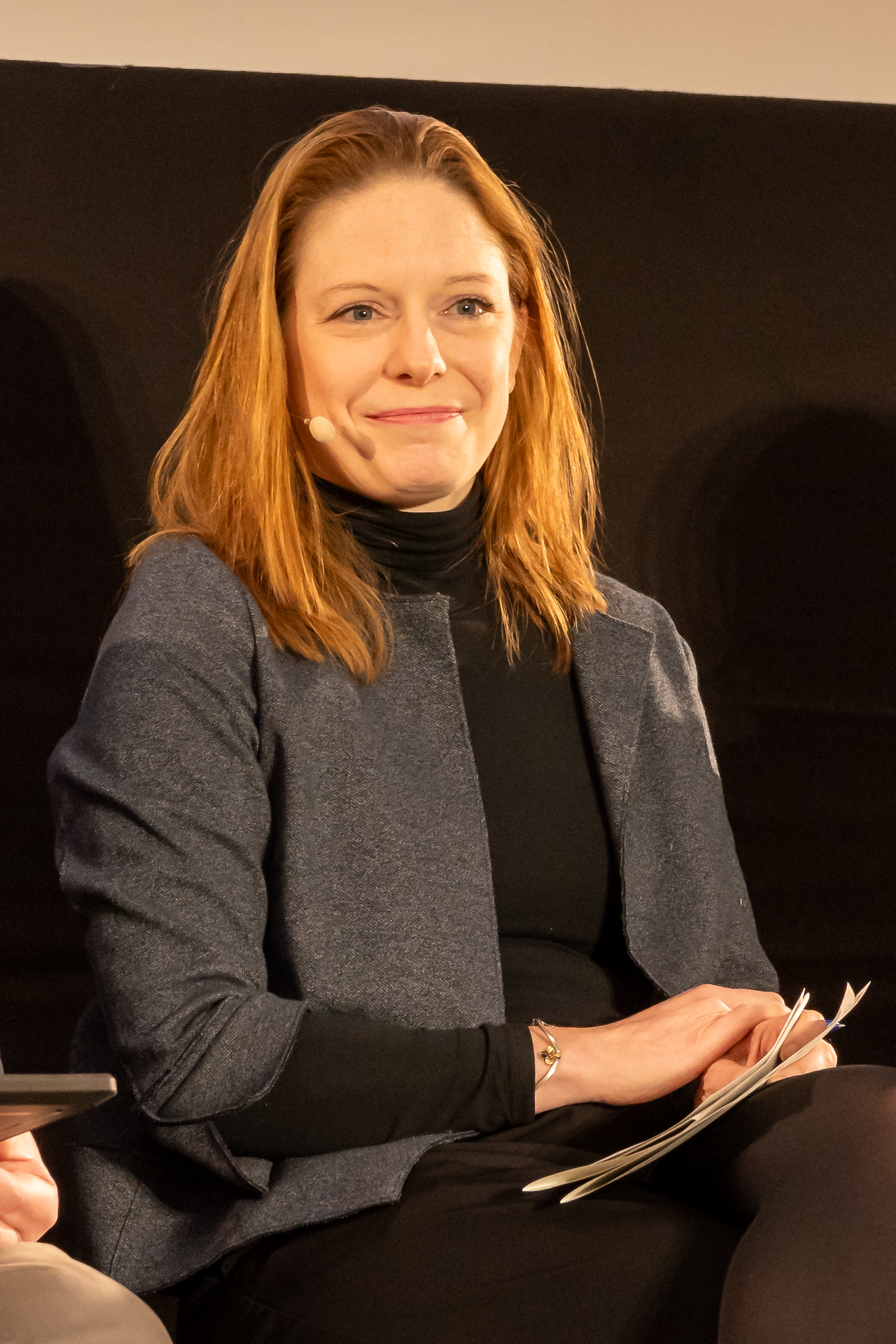
Meike Hopp (2024)

Meike Hopp (* 1982 in München) ist eine deutsche Kunsthistorikerin und Provenienzforscherin.

## Leben und Werk
Hopp studierte Kunstgeschichte, Theaterwissenschaft und Klassische Archäologie an der Universität München, das sie 2008 mit einer Magisterarbeit bei Frank Büttner über Weibliche Studierende an der Akademie der Bildenden Künste in München zwischen 1920 und 1950 abschloss. Für diese Arbeit erhielt sie 2008 den Heinrich-Wölfflin-Preis. Von 2008 bis 2009 archivierte sie im Museum Lothar Fischer in Neumarkt in der Oberpfalz den  künstlerischen und schriftlichen Nachlass des Bildhauers Lothar Fischer.
2009 erhielt Hopp von Katrin Stoll, der Inhaberin des Auktionshauses Neumeister in München, den Forschungsauftrag, die Geschichte des Vorgängerhauses von Adolf Weinmüller zu erforschen, das am nationalsozialistischen Kunstraub beteiligt war. Die als Dissertation eingereichte Schrift „Kunsthandlungen Adolf Weinmüllers in München und Wien 1936–1945“ erschien 2012 in Kooperation mit dem Zentralinstitut für Kunstgeschichte.  Die Untersuchung wurde in Fachkreisen als mustergültige Aufarbeitung einer nationalsozialistisch kontaminierten Firmengeschichte angesehen. Alte Weinmüller-Auktionskataloge aus München und Wien mit handschriftlichen Anmerkungen, die bislang als verschollen galten, wurden erst nach Abschluss von Hopps Arbeit aufgefunden. Ab 2013 wurden die Kataloge unter ihrer Leitung digitalisiert und kommentiert und stehen in der Lost-Art-Datenbank seit Mai 2014 als „Weinmüller-Fund. Annotierte Auktionsprotokolle 1936–1944“ zur Verfügung.
Von 2011 bis 2013 war Hopp in der Graphischen Sammlung München an dem Provenienzrechersche-Projekt „Rudolf von Alt (1812–1905). Aquarelle und Zeichnungen“ tätig. 2013 war sie Mitarbeiterin am Ausstellungs- und Katalogprojekt „Das Jahr 1938: Kunstleben im Nationalsozialismus“ im Jüdischen Museum, Frankfurt am Main. Hopp war wissenschaftliche Mitarbeiterin am Zentralinstitut für Kunstgeschichte, München. Im Wintersemester 2013/14 war sie Lehrbeauftragte für Provenienzforschung am Department Kunstwissenschaften der Ludwig-Maximilians-Universität München.
Mit dem Wintersemester 2019/2020 lehrte Meike Hopp als Juniorprofessorin für Digitale Provenienzforschung an der Technischen Universität Berlin.

## Schriften
- München 1813–1945. In: Nikolaus Gerhart, Walter Grasskamp, Florian Matzner (Hrsg.): 200 Jahre Akademie der Bildenden Künste München: „... kein bestimmter Lehrplan, kein gleichförmiger Mechanismus“, Hirmer, München 2008, ISBN 978-3-7774-4205-1, S. 66–75
- Weibliche Studierende an der Akademie der Bildenden Künste in München zwischen 1920 und 1950. (Magisterarbeit 2008)
- Kunsthandel im Nationalsozialismus: Adolf Weinmüller in München und Wien, mit einem Vorwort von Katrin Stoll, Veröffentlichungen des Zentralinstituts für Kunstgeschichte München, Band 30, Böhlau, Wien 2012, ISBN 978-3-412-20807-3 (zugleich Dissertation)